# ترنسمایل ایر سرویسز
ترنسمایل ایر سرویسز (به انگلیسی: Transmile Air Services) یک شرکت هواپیمایی با کد یاتا TH است که در تاریخ ۱۹۹۳ میلادی تأسیس شده‌است. دفتر مرکزی ترنسمایل ایر سرویسز در مالزی واقع شده‌است و قطب این شرکت هواپیمایی در فرودگاه سلطان عبدالعزیز شاه قرار دارد و به ۹ مقصد، پرواز انجام می‌دهد.